# Cryptopone hartwigi
Cryptopone hartwigi é uma espécie de formiga do gênero Cryptopone, pertencente à subfamília Ponerinae.